# Gare de Kef Naâdja
La gare de Kef Naâdja, ou gare Ahmed Adim, est une gare ferroviaire algérienne est située sur le territoire de la commune de Tizi Ouzou, dans la wilaya de Tizi Ouzou.

## Situation ferroviaire
La gare est située au sud de la ville de Tizi Ouzou, sur la ligne de Alger Gare Agha à Oued Aïssi via Thénia, où elle est précédée de la gare de Tizi Ouzou Boulevard Stiti et suivie de celle de Oued Aïssi - Université.

## Histoire
La gare est mise en service le 9 juin 2017 à la suite de l'extension de la ligne de Thénia à Oued Aïssi de la gare de Tizi Ouzou à celle de Oued Aïssi,.
En 2017, la gare est dénommée gare Ahmed Adim en hommage à un ancien combattant de Armée de libération nationale algérienne[réf. nécessaire].

## Service des voyageurs

### Accueil
La gare ferroviaire de Tizi Kef Naadja est interconnectée avec le Téléphérique ETAC de Tizi-Ouzou (30 dinars le voyage) et la gare multimodale de transport de voyageurs 
Les taxis jaunes interwilaya proposent une desserte du territoire algérien les cars interurba et les villes côtières de la Kabylie maritime comme Azzefoune et Bejaia.ins privés proposent des liaisons fréquentes vers Alger Gare du Caroubier notamment

### Desserte
La gare de Kef Naâdja est desservie par les trains du réseau ferré de la banlieue d'Alger assurant les liaisons Alger - Oued Aïssi ou Thénia - Oued Aïssi.

### Intermodalité
La gare ferroviaire fait partie de la gare multimodale de Kef Naâdja comprenant la station de départ du télécabine de Tizi Ouzou et une gare routière.